# Maleisisch voetbalelftal (vrouwen)
Het Maleisisch vrouwenvoetbalelftal is een voetbalteam dat Maleisië vertegenwoordigt in internationale wedstrijden, zoals het Aziatisch kampioenschap.
Het team van Maleisië speelde in 1975 zijn eerste wedstrijd tijdens het Aziatisch kampioenschap voetbal. Tegen Nieuw-Zeeland werd met 3-0 verloren. Het land kwalificeerde zich negen keer voor het continentale kampioenschap en beleefde zijn beste toernooi in 1983, toen het derde werd.
Hoewel voetbal in Maleisië een populaire sport is, behoort het elftal niet tot de beste van de regio. De bijnamen van de ploeg zijn "Harimau Malaya" (Maleisische Tijgers) en "Skuad Kebangsaan" (Nationale team). De thuiswedstrijden worden gespeeld in het Bukit Jalil Nationaal Stadion.

## Prestaties op eindronden

### Wereldkampioenschap
| Jaar   | Resultaat           | Wed                 | W                   | G                   | V                   | DV                  | DT                  |
| ------ | ------------------- | ------------------- | ------------------- | ------------------- | ------------------- | ------------------- | ------------------- |
| 1991   | Niet gekwalificeerd | Niet gekwalificeerd | Niet gekwalificeerd | Niet gekwalificeerd | Niet gekwalificeerd | Niet gekwalificeerd | Niet gekwalificeerd |
| 1995   | Niet deelgenomen    | Niet deelgenomen    | Niet deelgenomen    | Niet deelgenomen    | Niet deelgenomen    | Niet deelgenomen    | Niet deelgenomen    |
| 1999   | Niet deelgenomen    | Niet deelgenomen    | Niet deelgenomen    | Niet deelgenomen    | Niet deelgenomen    | Niet deelgenomen    | Niet deelgenomen    |
| 2003   | Niet deelgenomen    | Niet deelgenomen    | Niet deelgenomen    | Niet deelgenomen    | Niet deelgenomen    | Niet deelgenomen    | Niet deelgenomen    |
| 2007   | Niet deelgenomen    | Niet deelgenomen    | Niet deelgenomen    | Niet deelgenomen    | Niet deelgenomen    | Niet deelgenomen    | Niet deelgenomen    |
| 2011   | Niet deelgenomen    | Niet deelgenomen    | Niet deelgenomen    | Niet deelgenomen    | Niet deelgenomen    | Niet deelgenomen    | Niet deelgenomen    |
| 2015   | Niet deelgenomen    | Niet deelgenomen    | Niet deelgenomen    | Niet deelgenomen    | Niet deelgenomen    | Niet deelgenomen    | Niet deelgenomen    |
| 2019   | Niet deelgenomen    | Niet deelgenomen    | Niet deelgenomen    | Niet deelgenomen    | Niet deelgenomen    | Niet deelgenomen    | Niet deelgenomen    |
| 2023   | Niet gekwalificeerd | Niet gekwalificeerd | Niet gekwalificeerd | Niet gekwalificeerd | Niet gekwalificeerd | Niet gekwalificeerd | Niet gekwalificeerd |
| Totaal | 0/9                 | 0                   | 0                   | 0                   | 0                   | 0                   | 0                   |

### Olympische Spelen
| Jaar   | Resultaat        | Wed              | W                | G                | V                | DV               | DT               |
| ------ | ---------------- | ---------------- | ---------------- | ---------------- | ---------------- | ---------------- | ---------------- |
| 1996   | Niet deelgenomen | Niet deelgenomen | Niet deelgenomen | Niet deelgenomen | Niet deelgenomen | Niet deelgenomen | Niet deelgenomen |
| 2000   | Niet deelgenomen | Niet deelgenomen | Niet deelgenomen | Niet deelgenomen | Niet deelgenomen | Niet deelgenomen | Niet deelgenomen |
| 2004   | Niet deelgenomen | Niet deelgenomen | Niet deelgenomen | Niet deelgenomen | Niet deelgenomen | Niet deelgenomen | Niet deelgenomen |
| 2008   | Niet deelgenomen | Niet deelgenomen | Niet deelgenomen | Niet deelgenomen | Niet deelgenomen | Niet deelgenomen | Niet deelgenomen |
| 2012   | Niet deelgenomen | Niet deelgenomen | Niet deelgenomen | Niet deelgenomen | Niet deelgenomen | Niet deelgenomen | Niet deelgenomen |
| 2016   | Niet deelgenomen | Niet deelgenomen | Niet deelgenomen | Niet deelgenomen | Niet deelgenomen | Niet deelgenomen | Niet deelgenomen |
| 2020   | Niet deelgenomen | Niet deelgenomen | Niet deelgenomen | Niet deelgenomen | Niet deelgenomen | Niet deelgenomen | Niet deelgenomen |
| 2024   | Niet deelgenomen | Niet deelgenomen | Niet deelgenomen | Niet deelgenomen | Niet deelgenomen | Niet deelgenomen | Niet deelgenomen |
| Totaal | 0/8              | 0                | 0                | 0                | 0                | 0                | 0                |

### Aziatisch kampioenschap
| Jaar   | Resultaat           | Wed                 | W                   | G                   | V                   | DV                  | DT                  |
| ------ | ------------------- | ------------------- | ------------------- | ------------------- | ------------------- | ------------------- | ------------------- |
| 1975   | Groepsfase          | 4                   | 1                   | 0                   | 3                   | 3                   | 11                  |
| 1977   | Niet deelgenomen    | Niet deelgenomen    | Niet deelgenomen    | Niet deelgenomen    | Niet deelgenomen    | Niet deelgenomen    | Niet deelgenomen    |
| 1979   | Zesde plaats        | 5                   | 1                   | 1                   | 3                   | 4                   | 5                   |
| 1981   | Niet deelgenomen    | Niet deelgenomen    | Niet deelgenomen    | Niet deelgenomen    | Niet deelgenomen    | Niet deelgenomen    | Niet deelgenomen    |
| 1983   | Derde plaats        | 6                   | 2                   | 1                   | 3                   | 7                   | 16                  |
| 1986   | Groepsfase          | 2                   | 0                   | 0                   | 2                   | 0                   | 20                  |
| 1989   | Niet deelgenomen    | Niet deelgenomen    | Niet deelgenomen    | Niet deelgenomen    | Niet deelgenomen    | Niet deelgenomen    | Niet deelgenomen    |
| 1991   | Groepsfase          | 4                   | 1                   | 1                   | 2                   | 1                   | 24                  |
| 1993   | Groepsfase          | 3                   | 0                   | 0                   | 3                   | 3                   | 23                  |
| 1995   | Groepsfase          | 2                   | 0                   | 0                   | 2                   | 1                   | 11                  |
| 1997   | Niet deelgenomen    | Niet deelgenomen    | Niet deelgenomen    | Niet deelgenomen    | Niet deelgenomen    | Niet deelgenomen    | Niet deelgenomen    |
| 1999   | Groepsfase          | 4                   | 0                   | 0                   | 4                   | 1                   | 27                  |
| 2001   | Groepsfase          | 4                   | 0                   | 0                   | 4                   | 0                   | 24                  |
| 2003   | Niet deelgenomen    | Niet deelgenomen    | Niet deelgenomen    | Niet deelgenomen    | Niet deelgenomen    | Niet deelgenomen    | Niet deelgenomen    |
| 2006   | Niet deelgenomen    | Niet deelgenomen    | Niet deelgenomen    | Niet deelgenomen    | Niet deelgenomen    | Niet deelgenomen    | Niet deelgenomen    |
| 2008   | Niet gekwalificeerd | Niet gekwalificeerd | Niet gekwalificeerd | Niet gekwalificeerd | Niet gekwalificeerd | Niet gekwalificeerd | Niet gekwalificeerd |
| 2010   | Niet deelgenomen    | Niet deelgenomen    | Niet deelgenomen    | Niet deelgenomen    | Niet deelgenomen    | Niet deelgenomen    | Niet deelgenomen    |
| 2014   | Niet deelgenomen    | Niet deelgenomen    | Niet deelgenomen    | Niet deelgenomen    | Niet deelgenomen    | Niet deelgenomen    | Niet deelgenomen    |
| 2018   | Niet deelgenomen    | Niet deelgenomen    | Niet deelgenomen    | Niet deelgenomen    | Niet deelgenomen    | Niet deelgenomen    | Niet deelgenomen    |
| 2022   | Niet gekwalificeerd | Niet gekwalificeerd | Niet gekwalificeerd | Niet gekwalificeerd | Niet gekwalificeerd | Niet gekwalificeerd | Niet gekwalificeerd |
| Totaal | 9/20                | 34                  | 5                   | 3                   | 26                  | 20                  | 161                 |

### Aziatische Spelen
| Jaar   | Resultaat        | Wed              | W                | G                | V                | DV               | DT               |
| ------ | ---------------- | ---------------- | ---------------- | ---------------- | ---------------- | ---------------- | ---------------- |
| 1990   | Niet deelgenomen | Niet deelgenomen | Niet deelgenomen | Niet deelgenomen | Niet deelgenomen | Niet deelgenomen | Niet deelgenomen |
| 1994   | Niet deelgenomen | Niet deelgenomen | Niet deelgenomen | Niet deelgenomen | Niet deelgenomen | Niet deelgenomen | Niet deelgenomen |
| 1998   | Niet deelgenomen | Niet deelgenomen | Niet deelgenomen | Niet deelgenomen | Niet deelgenomen | Niet deelgenomen | Niet deelgenomen |
| 2002   | Niet deelgenomen | Niet deelgenomen | Niet deelgenomen | Niet deelgenomen | Niet deelgenomen | Niet deelgenomen | Niet deelgenomen |
| 2006   | Niet deelgenomen | Niet deelgenomen | Niet deelgenomen | Niet deelgenomen | Niet deelgenomen | Niet deelgenomen | Niet deelgenomen |
| 2010   | Niet deelgenomen | Niet deelgenomen | Niet deelgenomen | Niet deelgenomen | Niet deelgenomen | Niet deelgenomen | Niet deelgenomen |
| 2014   | Niet deelgenomen | Niet deelgenomen | Niet deelgenomen | Niet deelgenomen | Niet deelgenomen | Niet deelgenomen | Niet deelgenomen |
| 2018   | Niet deelgenomen | Niet deelgenomen | Niet deelgenomen | Niet deelgenomen | Niet deelgenomen | Niet deelgenomen | Niet deelgenomen |
| Totaal | 0/8              | 0                | 0                | 0                | 0                | 0                | 0                |

## FIFA-wereldranglijst
Betreft klassering aan het einde van het jaar
| 2003 | 2004 | 2005 | 2006 | 2007 | 2008 | 2009 | 2010 | 2011 | 2012 | 2013 | 2014 | 2015 | 2016 | 2017 | 2018 | 2019 | 2020 | 2021 | 2022 |
| ---- | ---- | ---- | ---- | ---- | ---- | ---- | ---- | ---- | ---- | ---- | ---- | ---- | ---- | ---- | ---- | ---- | ---- | ---- | ---- |
| 71   | 74   | 75   | 83   | 86   | 83   | 77   | 90   | 88   | 85   | 78   | 88   | 90   | 82   | 75   | 89   | 88   | 83   | 88   | 89   |

## Selecties

### Huidige selectie
Deze spelers werden geselecteerd voor het AFF Women's Championship in juli 2022.
| Doel                     |                            |                      |
| 1                        | Olevia Olga Sabrinus       | Melaka United FC     |
| 20                       | Asma Junaidi               | Sabah FC             |
| 23                       | Nurul Azurin Mazlan        | Negeri Sembilan FA   |
| Verdediging              |                            |                      |
| 2                        | Nor Saema Che Tengah       | Geen                 |
| 3                        | Mira Fazliana Aidi         | Kedah Darul Aman FC  |
| 9                        | Jessica Sussane Mailu      | Sabah FC             |
| 10                       | Steffi Sarge Kaur Singh    | Geen                 |
| 14                       | Siti Nurfaizah Saidin      | Melaka United FC     |
| 17                       | Malini Nordin              | Negeri Sembilan FA   |
| 18                       | Nurfatin Rozani            | Geen                 |
| 21                       | Hellma Emily Joinin        | Kuala Lumpur City FC |
| Middenveld               |                            |                      |
| 5                        | Alice Mic Michael          | Melaka United FC     |
| 6                        | Nur Lyana Soberi           | Kedah Darul Aman FC  |
| 7                        | Jaciah Jumilis             | Kuala Lumpur City FC |
| 8                        | Nur Faiqah Safira Farid    | Selangor FC          |
| 12                       | Nur Farishah Erinna Hisham | Kedah Darul Aman FC  |
| 13                       | Andrea Lee Xin Yi          | Selangor FC          |
| 15                       | Pedrolia Martin Sikayun    | Sabah FC             |
| 16                       | Eva Olivianie Antinus      | Melaka United FC     |
| 19                       | Dadree Rofinus             | Sabah FC             |
| 22                       | Waitie Taming              | Negeri Sembilan FA   |
| Aanval                   |                            |                      |
| 4                        | Henrietta Justine          | Melaka United FC     |
| 11                       | Puteri Noralisa Wilkinson  | Sabah FC             |
| Bondscoach: Jacob Joseph |                            |                      |